# 소화집
《소화집》(小華集)은 고려의 박인량(朴寅亮)과 김근(金覲)이 중국에서 발간한 문집이다. 1080년(문종 34년) 예부 시랑 박인량이 호부 상서 유홍(柳洪), 김근 등과 송나라에 사신으로 갔을 때 시문으로 크게 격찬을 받아 중국인에 의해 이 책이 발간되었다.